# Symmachia priene
Symmachia priene är en fjärilsart som beskrevs av Doubleday 1847. Symmachia priene ingår i släktet Symmachia och familjen Riodinidae. Inga underarter finns listade i Catalogue of Life.